# Лам Шен Ї
Спенсер Лам Шен ЇЇ (кит.: 林尚義; нар. 14 грудня 1934, Британський Гонконг — пом. 23 квітня 2009, Норз-Поінт, Гонконг) — гонконзький футболіст, телевізійний футбольний коментатор, та викладач Китайського університету Гонконгу, випускник економічного факультету. Представляв Китайську Республіку на декількох міжнародних футбольних змаганнях.

## Ранні роки
Лам Шен Ї народився в багатій сім'ї з вісьмома сестрами та братом, де був наймолодшою дитиною. Батьківський будинок перебував у Коулун Сіті, також сім'я мала шість ділянок землі. Економічні умови дозволили йому займатися футболом.

## Футбольна кар'єра

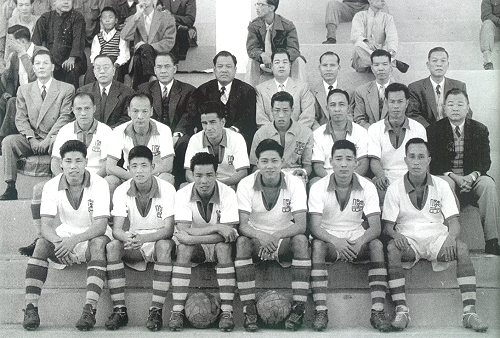
«Кітчі» на благодійному матчі в Макао (1959 рік). Лам Шен Ї попереду праворуч.

Розпочав займатися футболом у віці 13 років на невеликому піщаному полі, у 1953 році приєднався до команди китайської спортивної асоціації. У наступному році перейшов до «Істерна», де грав до трансферу в «Кітчі», у 1958 році повернувся до «Істерна».
Лам Шен ЇЇ закінчив економічний факультет Китайського університету Гонконгу та Гонконзький інститут освіти, щоб заробляти гроші не лише як футболіст. Крім коментатора та футболіста, він працював викладачем у коледжі мистецтв Святого Стефана, викладав соціологію, китайську мову та інші предмети.
У 1958 році представляв Китайську Республіку на Азійських іграх у Токіо, Тайвань завоював золоту медаль. Два роки по тому представляв Китайську Республіку в Римі на Олімпійських іграх.
У 1971 році Лам Шен Ї з «Гонконг Рейнджерс» виграв національний чемпіонат і Гонконгський Челлендж Шилд, збирався завершити кар'єру після вище вказаного сезону, але згодом був запрошений до «Істерну», де офіційно завершив кар'єру в 1973 році та зайняв посаду тренера команди.

## Робота коментатора
Після відходу зі спорту Лам Шен Ї працював на комерційному радіо Гонконгу як футбольний коментатор, однією з найвідоміших подій у його коментаторській кар'єрі можна вважати матч 19 травня 1985 року в рамках відбіркового турніру чемпіонату світу 1986 (азійської зони), збірна Гонконгу в Пекіні на стадіоні «Пролетар» обіграла Китай, що дозволило претендувати на фінальний етап, зрештою Гонконг виграв групу, але в плей-оф поступився Японії із загальним рахунком 5:1. Потім Лам Шен Ї працював на комерційному радіо «Цай Веньцзянь», куди потрапив, пройшовши конкурс коментаторів. Наприкінці 1980 року працював як коментатор азійського футболу на телебаченні, а згодом разом із Джеймсом Вонгом та іншими телеведучими коментував чемпіонат світу 1990 року. Робота на кубку світу покращила репутацію Лама Шен Ї як професіонального коментатора. Наступного року він працював на TVB ведучим футбольної програми «Світ уболівальників», керуючи якою, забезпечував доступ любителям футболу до авторитетних думок та фактів з історії футболу від гонконгських футбольних легенд. Лам Шен Йі мав унікальний голос та стиль коментарів, тому він часто запрошувався гостем для реклами («Кока-кола» та «FedEx»), на теле- та кіновистави.

## Зйомки у фільмах
У 1992 році Лам Шен Ї дебютував у кіно, знявшись у фільмі «Відсіч 2» у ролі вчителя дзюдо. Також знявся у всіх чотирьох частинах «Молоді та небезпечні» у ролі батечка Лама. Його останньою роллю в кіно став Тінібал Карл Чіу, герой фільму «Зелений чай», знятий у 2004 році. Ця роль у фільмі стала для нього 40-ою, пік його активності як актора припав на кінець 90-х років XX століття.

### Частково фільмографія
- «Відсіч 2» (1992) - вчителя дзюдо
- «Хлопці-геймери» (1992) - капітан поліції
- «Убивство» (1993) - бос Джесіки
- Чат Гвог чан Лінг Лінг (1994) - футбольний коментатор (голос)
- «Коханець мрії» (1995) - телевізійний коментатор
- «Молоді та небезпечні» (1996) - Батько Лам
- «Сексуальні та небезпечні» (1996) - Летюча голова
- «Молоді та небезпечні 2» (1996) - батько Лам
- «Повернення сатани» (1996) - Преподобний отець
- «Одного разу в суспільстві Тріади» (1996) - Шеюнг Ї
- «Вуличні ангели» (1996) - Баристер Лам
- «Велика Куля» (1996) - Ден
- «Молоді та небезпечні 3» (1996) - батько Лам
- «100% відчуття» (1996) - Директор
- «Війна підземного світу» (1996) - Мао
- «Да ней мі тан жи лінг лінг ксінг ксінг» (1996) - Сан Нг'юн / Лам Шен Йі
- «Охоронці останнього губернатора» (1996) - Бао
- «Ребека» (1996)
- «Доки смерть не розсмішить нас» (1996) - Ян
- «Пристрасні ночі» (1997) - Начальник служби безпеки
- Чорна троянда 2 (1997) - Луй Кей
- «Молоді та небезпечні 4» (1997) - Батько Лам
- «Юрист Юрист» (1997) - Священник
- «Мене вбивають ніжно» (1997) - Настоятель Су-Кана
- «Ми не погані хлопці» (1997) - Людина бомбардувальника
- «03:00 після опівночі» (1997) - Доктор Цо
- Чао джи ву ді джуї ну дзаї 2 жи гу дзаї ксион Ксин (1997)
- «Опівнічна зона» (1997) - Дятько Сім (перша частина)
- Поза межами часу і простору хочеться кохання (1998)
- Б гай ваак (1998) - Лам
- «Особняк з привидами» (1998) - Професор
- Ваше місце чи моє! (1998) - Люн Шу, батько Вай (Саймон)
- Вай Го дік гу сі (1998)
- Конман (1998) - футбольний коментатор
- «Нічого не боїться, безробітний король» (1999)
- «Чарівний принц» (1999) - Татко Ва
- «Гороскоп 1: Голос із пекла» (1999) - Дідусь Джоджо
- Сонячні копи (1999) - Батько H2O
- «Моя кохана біда 7» (1999)
- «Народжений стати королем» (2000) - батько Лам
- «Блакитний місяць» (2001)
- «Ви стріляєте, Я стріляю» (2001) - містер Це
- «Жінка з Марса» (2002)
- «Близнюки» (2003) - батько Джекі
- «Завантажений Дракон 2003» (2003) - батько Голда
- «Фантазія» (2004) - телевізійний коментатор
- «Dragon Loaded» (2004) - Тінібал Карл Чіу (остання роль в кіно)

## Скандал
3 липня 1998 року Лам Шен Ї, Венді Хонь (韩毓霞) та Квок Камін (郭家明) аналізували матч чвертьфіналу чемпіонату світу 1998 року Франції проти Італії. Під час перерви телекамери зафіксували, як Лам Шен Ї дістає та прикурює цигарку. Гості у студії відреагували свистом, це дало коментаторам зрозуміти, що вони ще в ефірі. Куріння Лама Шен Ї у прямому ефірі стало темою багатьох обговорень.

## Особисте життя
У Лама Шен Ї було два шлюби, в 23 роки він одружився вперше, але шлюб незабаром розпався. Його друга дружина працювала в «Sing Pao Daily News», її звали Лю Хуейфан (Лау Ваіфонг). У 2005 році у віці 43 років вона померла внаслідок гострої крововтрати, зумовленої цирозом печінки. Раптова смерть дружини стала для Лам Шен ЇЇ серйозним ударом, у середині серпня 2005 року після закінчення терміну договору з TVB вийшов на пенсію, не дочекавшись початку чемпіонату світу 2006 року. Однак останній вихід в ефір Лам Шені відбувся вранці 10 липня 2006 року в передачі про фінал чемпіонату світу. Хоча офіційно він оголосив про свій відхід на пенсію, у ніч перед та після матчів по радіо транслювалися його програми. У тому ж році лікар порадив йому кинути палити, що поклало край десятиліттям нікотинової залежності.

## Смерть та пам'ять
23 квітня 2009 року об 11:00 ранку його син знайшов батька вдома непритомний. Він був доставлений до лікарні й об 11:58 було констатовано смерть Лам Шёнйі у віці 74 років.
25 квітня 2009 року у спортивній програмі «Світ спорту» та 3 травня у трансляції «Світу вболівальників» були показані епізоди, присвячені пам'яті Лам Шен Ї.